# Míriam Casillas García
Míriam Casillas García   (Badajoz, 24 de juny de 1992) és una esportista espanyola que competeix en triatló i duatló. Va estudiar Medicina a la Universitat Complutense de Madrid.

## Trajectòria
Ha guanyat quatre medalles en la Copa del Món de Triatló, bronze en 2015 (en l'etapa disputada a Alanya), dos bronzes en 2018 (a Weihai i Miyazaki) i argent l'any 2019 (a Weihai), i una medalla d'or en la Copa d'Europa de Triatló de Velocitat de 2018. A més, a escala nacional va guanyar el títol en el Campionat d'Espanya de Duatló de 2014 i en el Campionat d'Espanya de Triatló en 2014 i 2016.
Va participar en els Jocs Olímpics de Rio de Janeiro 2016, ocupant el 43è lloc en la prova femenina, i va participar en els Jocs Olímpics de Tòquio 2020, ocupant el 21è lloc en la prova femenina.

## Palmarès nacional
| Campionat d'Espanya de Triatló Olímpic | Campionat d'Espanya de Triatló Olímpic | Campionat d'Espanya de Triatló Olímpic | Campionat d'Espanya de Triatló Olímpic |
| Any                                    | Ubicació                               | Medalla                                | Competició                             |
| -------------------------------------- | -------------------------------------- | -------------------------------------- | -------------------------------------- |
| 2014                                   | Águilas ( Espanya)                     | 1                                      | Individual                             |
| Campionat d'Espanya de Duatló          |                                        |                                        |                                        |
| Any                                    | Ubicació                               | Medalla                                | Competició                             |
| 2014                                   | Avilés ( Espanya)                      | 1                                      | Individual                             |